# ザ・キッズ
「ザ・キッズ」 (The Kids) は、ジャミロクワイの楽曲。

## 概要
- 1994年6月30日にシングルとして日本限定で先行発売された後、2枚目のスタジオ・アルバム『スペース・カウボーイの逆襲』に収録された。また、1993年後半から1994年初旬にフジテレビ制作の子供向け番組『ウゴウゴルーガ』のエンディングテーマとして起用された。
- 1993年10月25日月曜日、ジャミロクワイが「ウゴウゴルーガ」に出演して本楽曲を披露した。ジャミロクワイは直前の10月10日までは日本でコンサートをしていたが、この楽曲の演奏ビデオはその後ロンドンのスタジオで収録したもので、日本のスタジオではなかった。
- 歌詞はボーカルのジェイ・ケイのデビュー前の実体験が関係しており(ケイの「経歴」参照)、若者にチャンスを与えやりたい事ができるような社会になるよう訴えている。
- ボーカルのケイの年齢が20代後半になった頃からこの歌はコンサートであまり歌われなくなった。40代後半になってからは再び歌われるようになった。

## トラック・リスト
日本盤CDシングル
1. The Kids - 4:13
2. When You Gonna Learn (Live At Leadmill, Sheffield) - 9:51
3. When You Gonna Learn (Digeridoo Instrumental) - 6:31